# Slovenia International 2019
Die Slovenia International 2019 im Badminton fanden vom 15. bis zum 18. Mai 2019 in Medvode in der Sport Hall Medvode in der Ostrovrharjeva 4 statt.

## Sieger und Platzierte
| Disziplin    | Gold                            | Silber                           | Bronze                              |
| ------------ | ------------------------------- | -------------------------------- | ----------------------------------- |
| Herreneinzel | Sourabh Varma                   | Minoru Koga                      | Christo Popov                       |
| Herreneinzel | Sourabh Varma                   | Minoru Koga                      | Karan Rajan Rajarajan               |
| Dameneinzel  | Clara Azurmendi                 | Sofie Holmboe Dahl               | Léonice Huet                        |
| Dameneinzel  | Clara Azurmendi                 | Sofie Holmboe Dahl               | Maria Ulitina                       |
| Herrendoppel | Shohei Hoshino Yujiro Nishikawa | Adam Cwalina Paweł Pietryja      | Igor Bjelan Andrija Doder           |
| Herrendoppel | Shohei Hoshino Yujiro Nishikawa | Adam Cwalina Paweł Pietryja      | Christopher Grimley Matthew Grimley |
| Damendoppel  | Jenny Moore Victoria Williams   | Pooja Dandu Sanjana Santosh      | Sophia Grundtvig Frederikke Lund    |
| Damendoppel  | Jenny Moore Victoria Williams   | Pooja Dandu Sanjana Santosh      | Clara Nistad Moa Sjöö               |
| Mixed        | Gregory Mairs Victoria Williams | Anton Kaisti Inalotta Suutarinen | Paweł Śmiłowski Wiktoria Adamek     |
| Mixed        | Gregory Mairs Victoria Williams | Anton Kaisti Inalotta Suutarinen | Steven Stallwood Lizzie Tolman      |